# عشق اول (فیلم ۲۰۰۶)
عشق اول یک فیلم ترکی ساخت ۲۰۰۶ است.